# Giuseppe Andrea Bizzarri
Giuseppe Andrea Bizzarri, italijanski rimskokatoliški duhovnik, škof in kardinal, * 11. maj 1802, Paliano, † 26. avgust 1877.

## Življenjepis
18. decembra 1824 je prejel duhovniško posvečenje.
30. novembra 1854 je bil imenovan za naslovnega nadškofa Filipov; 17. decembra istega leta je prejel škofovsko posvečenje.
16. marca 1863 je bil povzdignjen v kardinala in imenovan za kardinal-duhovnika S. Girolamo dei Croati (degli Schiavoni).
17. januarja 1867 je postal prefekt Kongregacije za odpustke in relikvije.
Leta 1875 je postal kardinal-duhovnik S. Balbina.